# Офіційна класифікація вин Бордо 1855

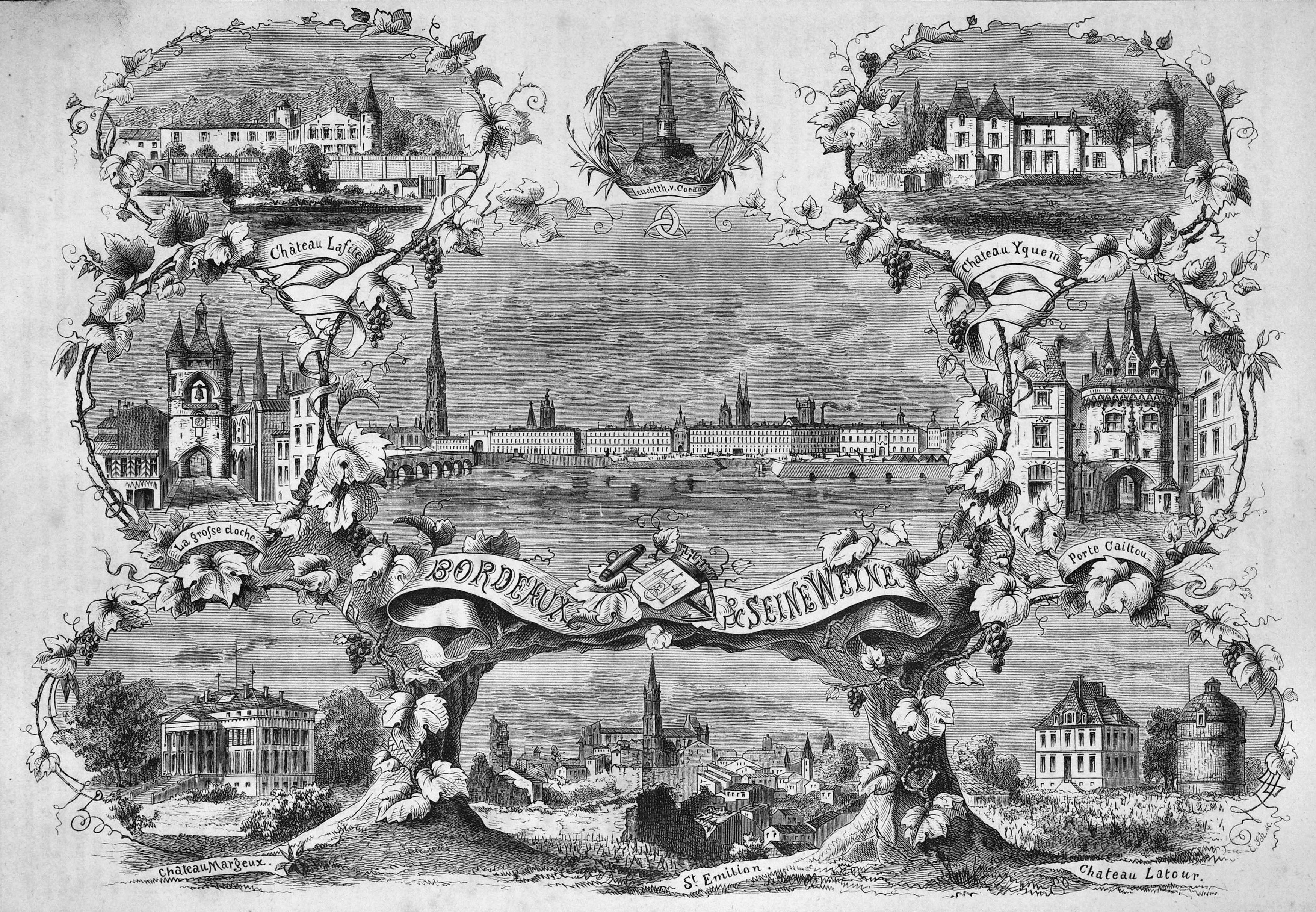

Офіційна класифікація вин Бордо 1855 стала одним із результатів Всесвітньої виставки 1855 року у Парижі. Імператор Наполеон III доручив розробити систему класифікації для найкращих французьких вин Бордо, що мали бути представлені для відвідувачів з усього світу. Брокери виноробної промисловості проранжували вина згідно з репутацією шато і торговою ціною, яка у той час була безпосередньо пов'язана з якістю. 
Вина були проранжовані за значимістю з першої по п'яту категорії (так звані крю фр. cru). Усі червоні вина, що увійшли до списку, було доставлено з регіону Медок, за виключенням одного Château Haut-Brion, яке походило з комуни Грав. Білим винам, на той час, віддавали менше значення ніж червоним і ці вина були представлені лише солодкими сортами Сотерну та солодкими винами комуни Барсак. Оцінювались білі вина лише у двох категоріях, від першого до другого крю, які в подальшому отримали третю підкатегорію «вищі перші крю». 

## Зміни в класифікації
У кожній категорії, різні шато були розташовані згідно з показниками якості, і таке розташування зберігається і на сьогоднішній день. За увесь період існування класифікації, лише двічі, з 1855 року, вона була істотно змінена. Перший раз, у 1856 році, Château Cantemerle було додано до списку п'ятих крю (згідно з різними думками, його було пропущено через недогляд, чи просто додано із запізненням). Другий раз класифікацію змінили у 1973 році, коли Шато Мутон Ротшильд (фр. Château Mouton-Rothschild) було підвищене з другого до першого крю, після десятилітніх лобіювань зі сторони Філіпа де Ротшильда (фр. Philippe de Rothschild). Третьою, незначною, зміною стало видалення Château Dubignon, третього крю з Сен-Жюльєна яке було поглинуто господарством Château Malescot St. Exupéry.
Незначні зміни з 1855 року, стосувались також приставки «шато» (фр. Château — замок). Спочатку лише 5 господарств взяли собі приставку «шато» у назву, а тепер її використовує більшість виноробних господарств як Бордо так і усієї Франції.

## Критика
Створена як класифікація шато, вона не враховує того, що фактичні виноградники, які належать певним виноробним господарствам розширились, скоротились чи були розділені без будь-якої додаткової класифікації, і значні ділянки оцінених теруарів змінили власників.
Багато спеціалістів у галузі виноробства стверджують, що класифікація 1855 року застаріла і не забезпечує точного роз'яснення якості на кожному сучасному господарстві. Декілька пропозицій змінити класифікацію намагався, щоправда безуспішно, провести Алексіс Лішин. У 1960 році він розпочав кампанію за впровадження змін в класифікацію, що тривала більше тридцяти років. Він опублікував власну неофіційну класифікацію. Інші критики притримувались схожої тактики, зокрема Роберт Паркер опублікував у 1985 році працю «100 найкращих господарств Бордо»; Бернар та Анрі Енжальбер опублікували «Історію вина і лози» (фр. L'histoire de la vigne & du vin). Великих зусиль доклали магістри виноробства Клайв Коутс та Девід Пепперкорн. У результаті жодних змін так і не було прийнято, що можна зрозуміти, адже жодне із господарств не бажало перегляду, а тим більше зміни статусу, що могли негативно відобразитись на ціні.
В березні 2009 року Лондонська міжнародна біржа виноробів випустила власну класифікацію, з метою застосувати власний оригінальний метод перерахунку показника «якості-вартості» для сучасних економічних умов.
Багато провідних господарств апелласьйону Медок, що не були включені в класифікацію 1855 року відносять до категорії Крю Буржуа (фр. Cru Bourgeois), системи класифікації, яка регулярно поновлювалась з 1932 року, була заборонена у 2007 році, проте відновлена у 2010 році.

## Класифікація вин Бордо 1855 року

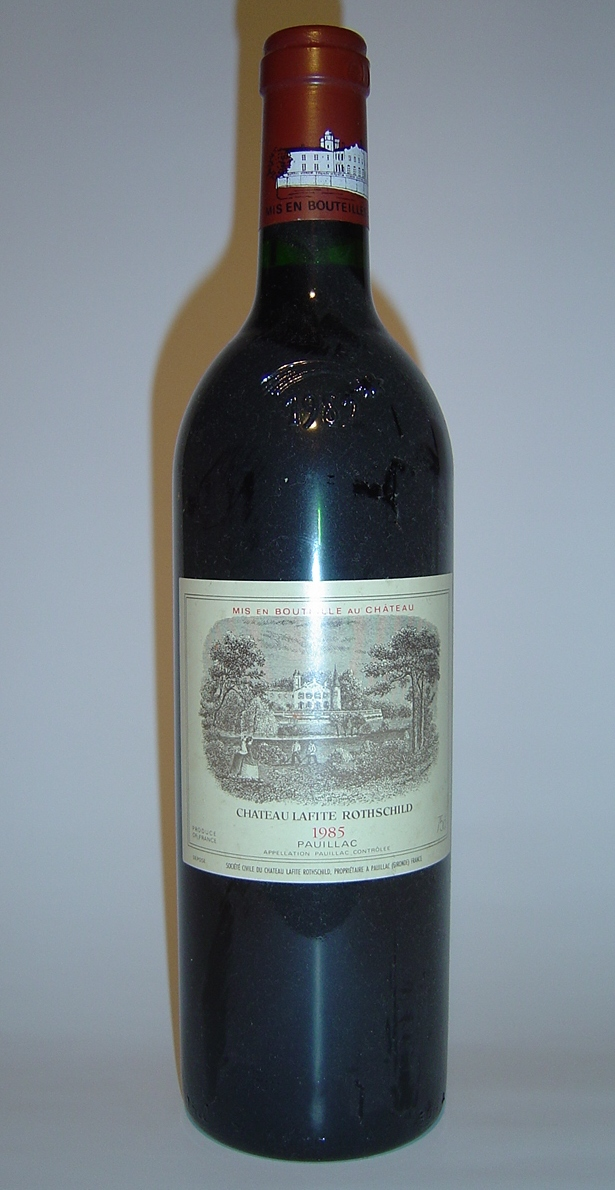
Château Lafite-Rothschild

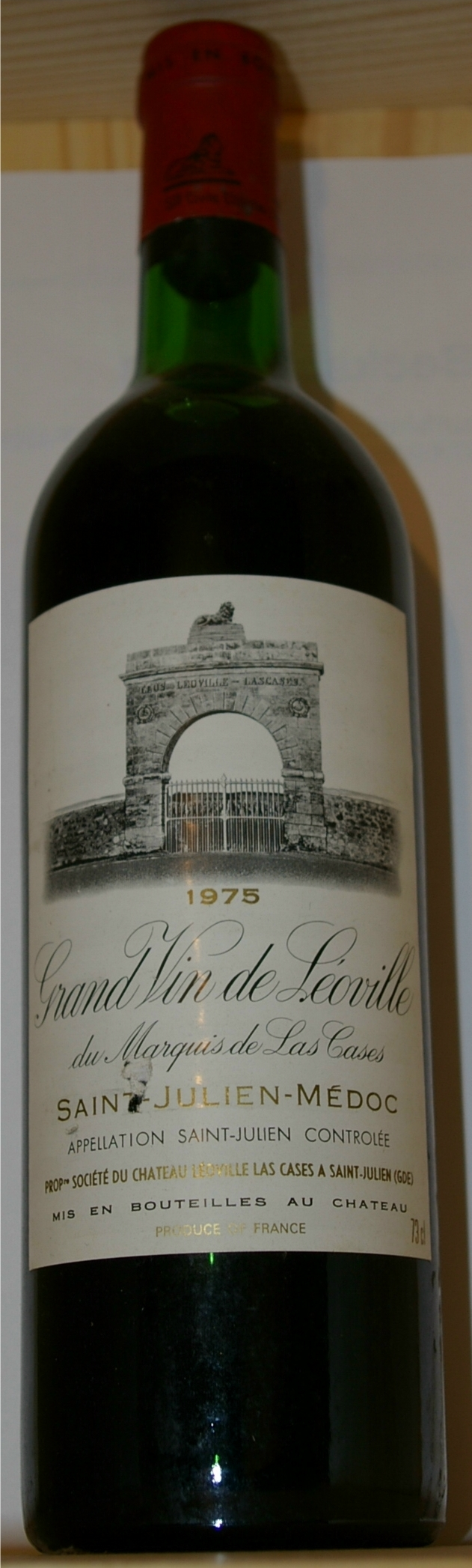
Château Léoville-Las Cases

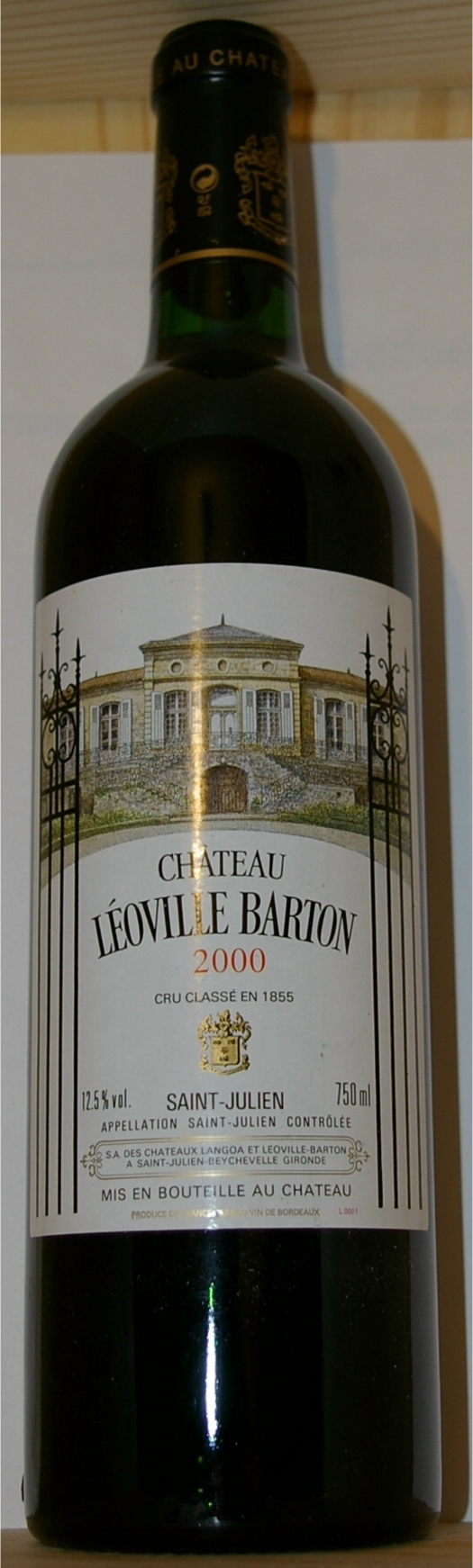
Château Léoville-Barton

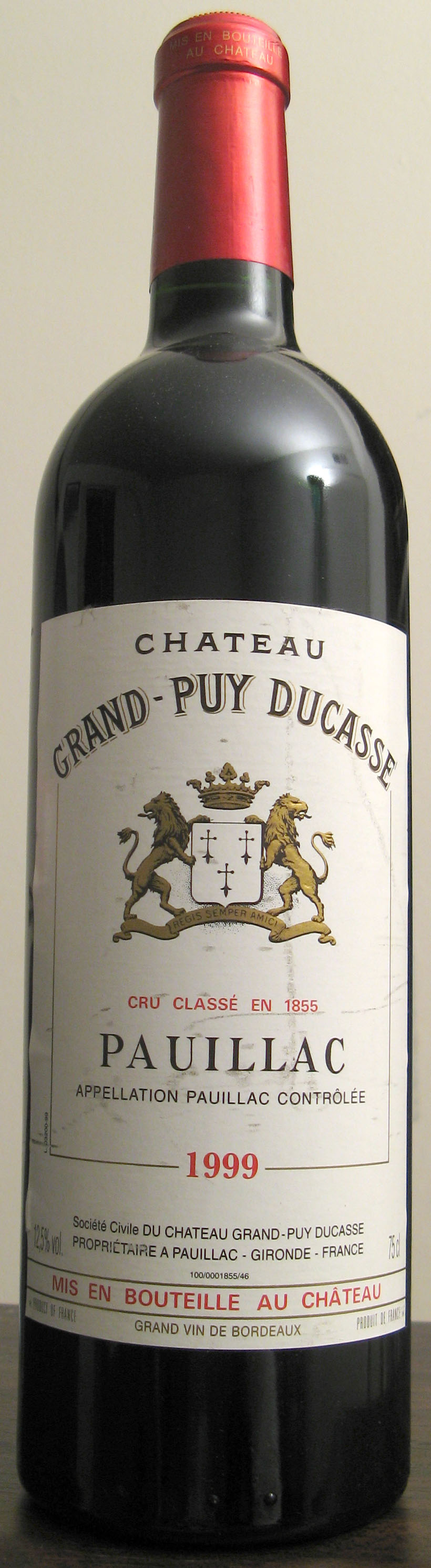
Château Grand-Puy-Ducasse

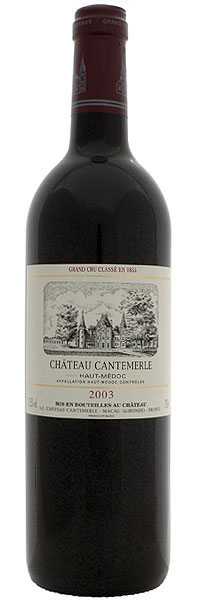
Château Cantemerle

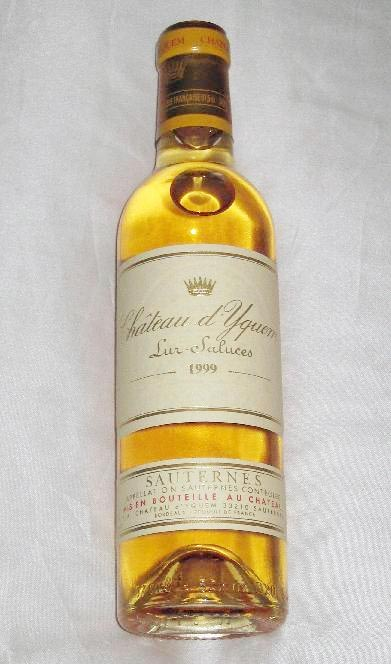
Château d’Yquem

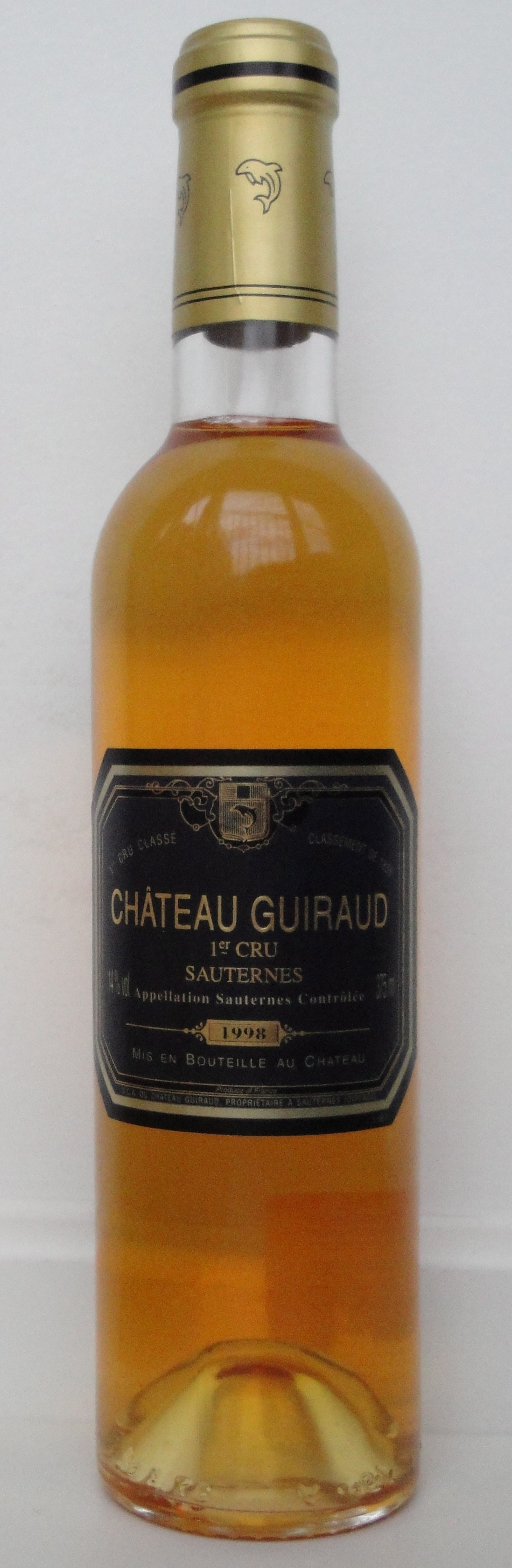
Château Guiraud

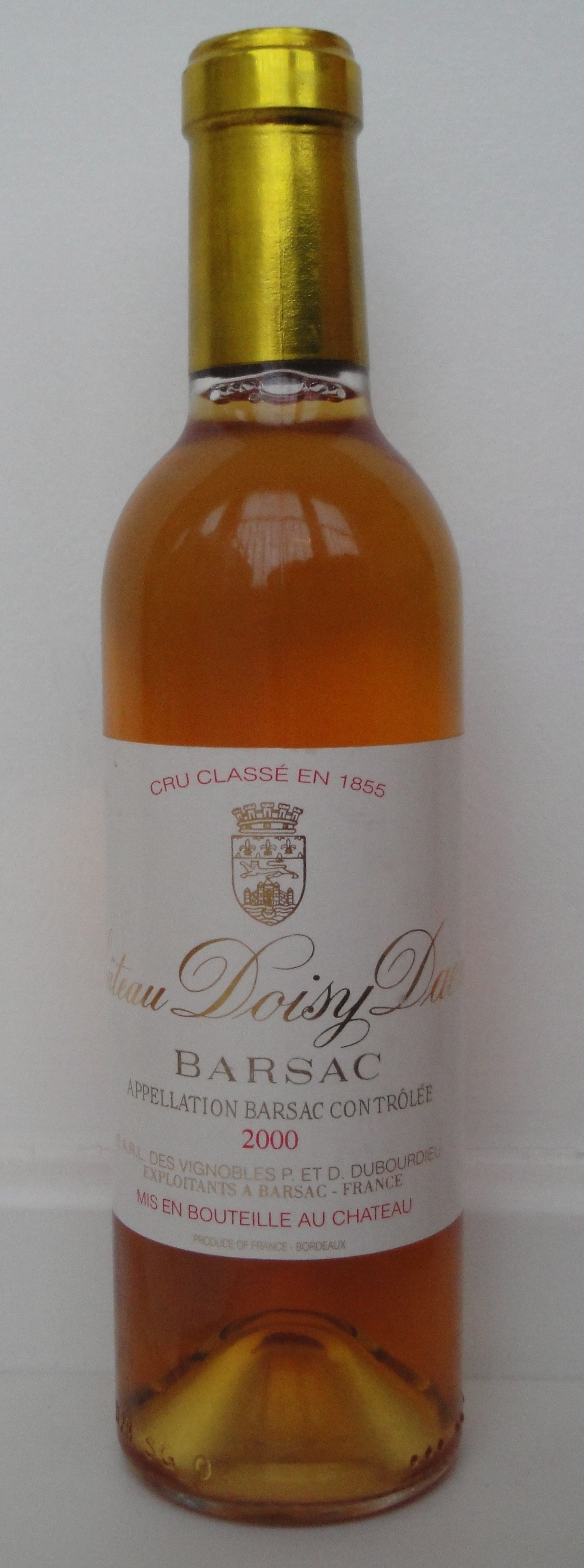
Château Doisy Daëne

Згідно з французькою класифікацією 1855 року, спочатку записується назва господарства з його комуною (селом) та їх AOC у дужках, у випадку якщо останній відрізняється назвою від назви комуни. Назви XIX століття відображено у тому вигляді, які було перераховано брокерами 18 квітня 1855 року, після неї написана сучасна назва.

### Червоні винаЖиронди

#### Перші крю (Premiers crus)
- Château Lafite, тепер Château Lafite Rothschild, Пояк;
- Château Latour, Пояк;
- Château Margaux, Марго;
- Haut-Brion,[a] тепер Château Haut-Brion, Пессак, Грав;
- Mouton,[b] тепер Château Mouton Rothschild, Пояк;

#### Другі крю (Deuxièmes crus)
- Rauzan-Ségla, тепер Château Rauzan-Ségla, Марго;
- Rauzan-Gassies, тепер Château Rauzan-Gassies, Марго;
- Léoville, тепер

- Château Léoville-Las Cases, Сен-Жюльєн;
- Château Léoville-Poyferré, Сен-Жюльєн;
- Château Léoville-Barton, Сен-Жюльєн;

- Vivens Durfort, тепер Château Durfort-Vivens, Марго;
- Gruau-Laroze, тепер Château Gruaud-Larose, Сен-Жюльєн;
- Lascombe, тепер Château Lascombes, Марго;
- Brane, тепер Château Brane-Cantenac, Кантенак-Марго, (Марго);
- Pichon Longueville, тепер

- Château Pichon Longueville Baron, Пояк (відоміше як Pichon Baron);
- Château Pichon Longueville Comtesse de Lalande, Пояк (відоміше як Pichon Lalande чи Pichon Comtesse);

- Ducru Beau Caillou, тепер Château Ducru-Beaucaillou, Сен-Жюльєн;
- Cos Destournel, тепер Château Cos d'Estournel, Сент-Естеф;
- Montrose, тепер Château Montrose, Сент-Естеф;

#### Треті крю (Troisièmes crus)
- Kirwan, тепер Château Kirwan, Кантенак-Марго, (Марго);
- Château d'Issan, Кантенак-Марго (Марго);
- Lagrange, Château Lagrange, Сен-Жюльєн;
- Langoa, тепер Château Langoa-Barton, Сен-Жюльєн;
- Giscours, тепер Château Giscours, Лабард-Марго, (Марго);
- St.-Exupéry, тепер Château Malescot St. Exupéry, Марго;
- Boyd, тепер

- Château Cantenac-Brown, Кантенак-Марго, (Марго);
- Château Boyd-Cantenac, Марго;

- Palmer, тепер Château Palmer, Кантенак-Марго, (Марго);
- Lalagune, тепер Château La Lagune, Людон , (О-Медок );
- Desmirail, тепер Château Desmirail, Марго;
- Dubignon,[c] потім Château Dubignon, Марго;
- Calon, тепер Château Calon-Ségur, Сент-Естеф;
- Ferrière, тепер Château Ferrière, Марго;
- Becker, тепер Château Marquis d'Alesme Becker, Марго;

#### Четверті крю (Quatrièmes crus)
- St.-Pierre, тепер Château Saint-Pierre, Сен-Жюльєн;
- Talbot, тепер Château Talbot, Сен-Жюльєн;
- Du-Luc, тепер Château Branaire-Ducru, Сен-Жюльєн;
- Duhart, тепер Château Duhart-Milon, Пояк;
- Pouget-Lassale and Pouget, обидва тепер Château Pouget, Кантенак-Марго, (Марго);
- Carnet, тепер Château La Tour Carnet, Сен Лоран, (О-Медок );
- Rochet, тепер Château Lafon-Rochet, Сент-Естеф;
- Château de Beychevele, тепер Château Beychevelle, Сен-Жюльєн;
- Le Prieuré, тепер Château Prieuré-Lichine, Кантенак-Марго, (Марго);
- Marquis de Thermes, тепер Château Marquis de Terme, Марго;

#### П'яті крю (Cinquièmes crus)
- Canet, тепер Château Pontet-Canet, Пояк;
- Batailley, тепер

- Château Batailley, Пояк;
- Château Haut-Batailley, Пояк;

- Grand Puy, тепер Château Grand-Puy-Lacoste, Пояк;
- Artigues Arnaud, тепер Château Grand-Puy-Ducasse, Пояк;
- Lynch, тепер Château Lynch-Bages, Пояк;
- Lynch Moussas, тепер Château Lynch-Moussas, Пояк;
- Dauzac, тепер Château Dauzac, Лабард, (Марго);
- Darmailhac, тепер Château d'Armailhac, Пояк;
- Le Tertre, тепер Château du Tertre, Арсак, (Марго);
- Haut Bages, тепер Château Haut-Bages-Libéral, Пояк;
- Pédesclaux, тепер Château Pédesclaux, Пояк;
- Coutenceau, тепер Château Belgrave, Сен-Лоран, (О-Медок );
- Camensac, тепер Château de Camensac, Сен-Лоран, (О-Медок );
- Cos Labory, тепер Château Cos Labory, Сент-Естеф;
- Clerc Milon, тепер Château Clerc-Milon, Пояк;
- Croizet-Bages, тепер Château Croizet Bages, Пояк;
- Cantemerle,[d] тепер Château Cantemerle, Мако, (О-Медок );

### Білі винаЖиронди
Господарства Барсак можуть бути помічені апелласьйоном Барсак або Сотерн.

#### Вищі перші крю (Premier cru supérieur)
- Yquem, тепер Château d'Yquem, Сотерн;

#### Перші крю (Premiers crus)
- Latour Blanche, тепер Château La Tour Blanche, Бомм, (Сотерн);
- Peyraguey, тепер

- Château Lafaurie-Peyraguey, Бомм, (Сотерн);
- Château Clos Haut-Peyraguey, Бомм, (Сотерн);

- Vigneau, тепер Château de Rayne-Vigneau, Бомм, (Сотерн);
- Suduiraut, тепер Château Suduiraut, Преньяк, (Сотерн);
- Coutet, тепер Château Coutet, Барсак;
- Climens, тепер Château Climens, Барсак;
- Bayle, тепер Château Guiraud, Сотерн;
- Rieusec, тепер Château Rieussec, Фарг, (Сотерн);
- Rabeaud, тепер

- Château Rabaud-Promis, Бомм, (Сотерн);
- Château Sigalas-Rabaud, Бомм, (Сотерн);

#### Другі крю (Deuxièmes crus)
- Mìrat, тепер Château de Myrat, Барсак;
- Doisy, тепер

- Château Doisy Daëne, Барсак;
- Château Doisy-Dubroca, Барсак;
- Château Doisy-Védrines, Барсак;

- Pexoto, тепер частина Château Rabaud-Promis;
- D’arche, тепер Château d'Arche, Сотерн;
- Filhot, тепер Château Filhot, Сотерн;
- Broustet Nérac, тепер

- Château Broustet, Барсак;
- Château Nairac, Барсак;

- Caillou, тепер Château Caillou, Барсак;
- Suau, тепер Château Suau, Барсак;
- Malle, тепер Château de Malle, Преньяк, (Сотерн);
- Romer, тепер

- Château Romer, Фарг, (Сотерн);
- Château Romer du Hayot, Фарг, (Сотерн);

- Lamothe, тепер

- Château Lamothe, Сотерн;
- Château Lamothe-Guignard, Сотерн;